# Egerias nymfeum
Egerias nymfeum är ett övergivet nymfeum i Rom, invigt åt vattennymfen Egeria. Nymfeet är beläget i Parco regionale dell'Appia Antica i Quartiere Appio-Latino. Enligt legenden var Egeria hustru till Roms andre kung Numa Pompilius. När denne dog, brast hon ut i gråt och hennes tårar gav på denna plats upphov till en källa.
På 100-talet e.Kr. lät senatorn Herodes Atticus uppföra ett nymfeum åt sin hustru Annia Regilla (död 160) på platsen. Nymfeet, uppfört i grön och vit marmor, hade en absid med en staty föreställande Egeria.